# Le Prince du Tibet
Pour plus de détails, voir Fiche technique et Distribution.
Le Prince du Tibet (titre original : Tai yang zhi zi) est un film hongkongais réalisé par Wellson Chin Sing Wai, sorti en 1990.

## Synopsis
Un enfant aux pouvoirs extraordinaires, est traqué par les forces du mal. Sa mission est de sauver un enfant sacré du Tibet.

## Fiche technique
- Titre original : Tai yang zhi zi
- Titre français : Le Prince du Tibet
- Réalisation : Wellson Chin Sing Wai
- Scénario : Abe Kwong Man-Wai et Lawrence Lau Jun-Wai
- Directeur de la photographie : Cheng Yiu Chung
- Musique : Bon Wong
- Production : Peggy Cheung
- Sociétés de production : Golden Flare Films Company
- Pays :  Hong Kong
- Langue originale : Anglais, cantonais
- Genre : Aventures, comédie, action
- Durée : 82 minutes
- Date de sortie : 1990

## Distribution
- Conan Lee : Tiger
- Sheila Chan : Wan May-Ngor
- Cynthia Rothrock : Bencheuk
- Lam Ching-Ying : Khenlun
- Jeffrey Falcon : le lama caucasien
- Le petit enfant :